# Дивна (острво)
Дивна је мало ненасељено острво у хрватском делу Јадранског мора.
Дивна се налази у Неретванском каналу уз обалу полуострва Пељешца између насеља Доње Врућице и Дубе Пељешке Површина острва износи 0,016 км². Дужина обалске линије је 0,48 км..